# Mauro (cardinal, 1207)
Pour les articles homonymes, voir Mauro.
Mauro (né à  Amalie  en Ombrie, Italie, alors dans les États pontificaux,  et mort en 1225) est un cardinal italien de l'Église catholique du XIIIe siècle, nommé par le pape Innocent III.

## Biographie
Le pape Innocent III  crée Giovanni cardinal  lors du consistoire de 1207.  Mauro est légat en  Allemagne. Il ne participe pas à l'élection du pape Honoré III en  1216.